# Sava, Italia
Sava este o comună din provincia Taranto, regiunea Puglia, Italia, cu o populație de 15.350 locuitori (1 ianuarie 2023) și o suprafață de 44,57 km². Are o densitate de 363 loc./km². Patronul protector al orașului este San Giovanni Battist.
Localitățile învecinate sunt :Fragagnano, Francavilla Fontana, Lizzano, Manduria, Maruggio, San Marzano di San Giuseppe și Torricella.

## Demografie
Sava - evoluția demografică

|  | Graficele sunt indisponibile din cauza unor probleme tehnice. Mai multe informații se găsesc la Phabricator și la wiki-ul MediaWiki. |

Date: Recensăminte sau birourile de statistică - grafică realizată de Wikipedia